# Ak Koyunlu
Ak Koyunlu (of Aq Qoyunlu), ook wel het Rijk der Witte Schapen (Turkmeens: Akgoýunly; Azerbeidzjaans: Ağqoyunlu; Turks: Akkoyunlu; Perzisch: آق قوینلو), was een federatie van Turkmeense stammen die over Oost-Anatolië, Noord-Irak en West-Iran regeerden tussen 1402 en 1508. Ak Koyunlu speelde een belangrijke rol bij de vorming van de Azerbeidzjaanse natie en droeg ook bij aan de vorming van de Azerbeidzjaanse staat.

## Etymologie
De naam Ak Koyunlu wordt voor het eerst vermeld in 15e-eeuwse bronnen, maar de herkomst van de naam is niet geheel duidelijk. Een mogelijke verklaring is dat de naam Witte Schapen verwijst naar oude totemdieren van de stam. Een andere verklaring is dat de naam afkomstig is van de meest voorkomende kleur van de schaapskudden die de stammen meevoerden.
De term witte schapen staat in contrast met de zwarte schapen (Kara Koyunlu).

## Geschiedenis
Rond 1440 kreeg Jahan Shah van de Zwarte Schapen het aan de stok met Oezoen Hasan, leider van de Ak Koyunlu of Witte Schapen. De strijd zal worden beslecht tijdens de Slag bij Chapakchur (1467), waar Oezoen Hasan zijn tegenstrever Jahan Shah versloeg ; dit betekende het begin van de heerschappij van de Ak Koyunlu in West-Azië.
Ismail I van de Safawiden, zoon van Sheik Haydar, een opstandige generaal, nam wraak op de moord op zijn vader en veroverde in 1501 de hoofdstad Tabriz.